# 波飛沫

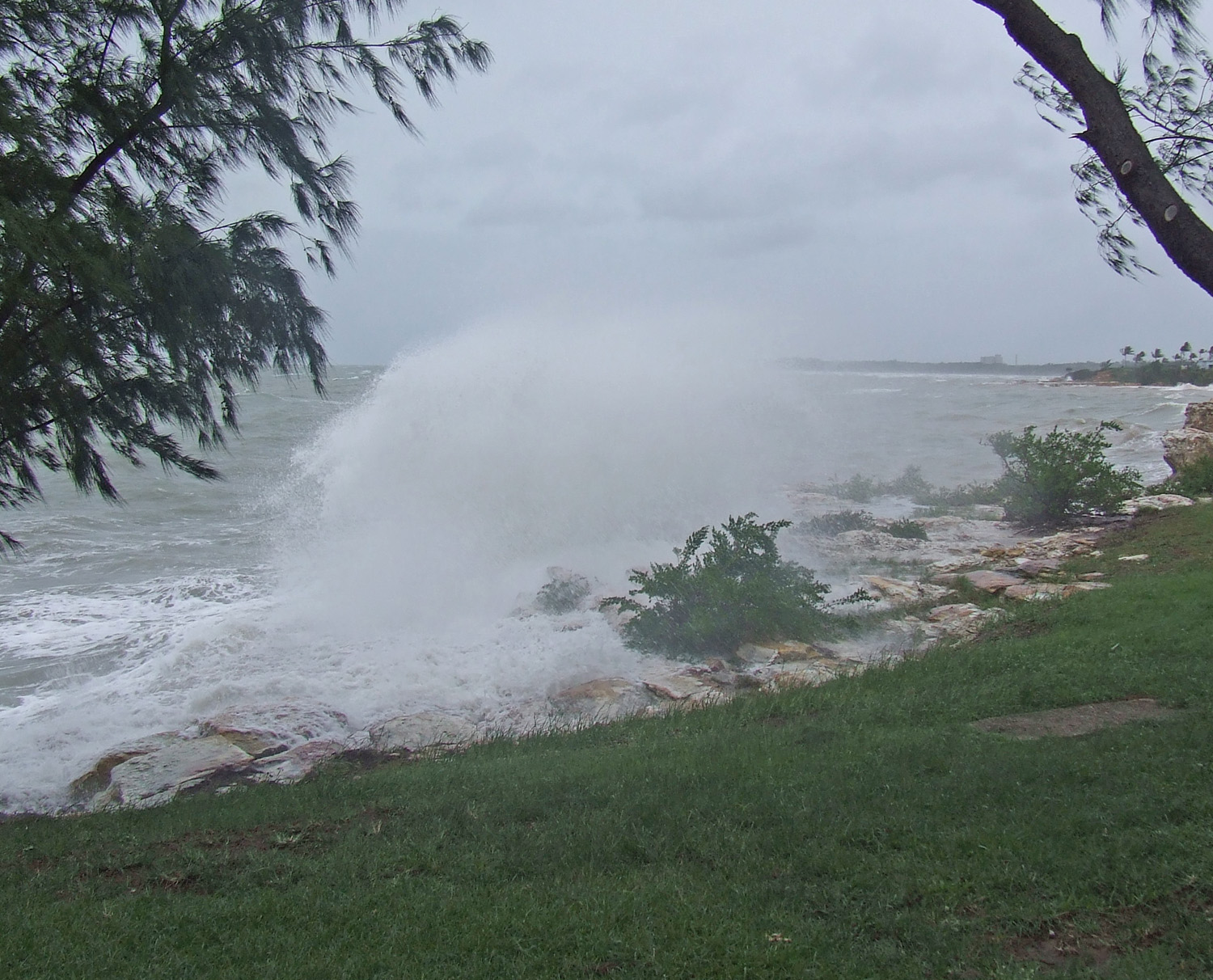
波飛沫

波飛沫（なみしぶき、英: sea spray）とは、波が海岸に衝突する時に生ずる水の飛沫。
飛沫はその現象により、ミネラルを含んだ塩、特に高濃度の塩化物陰イオンを多く含んでいる。海岸線の近くの金属の腐食の多くは、風により吹き付ける波飛沫に含まれる塩類が、腐食プロセスを加速させることが原因で起こる。
強風や波浪の際には、波飛沫の量が増し、静穏なときよりも多くの飛沫が吹き付け、より内陸部にも到達する。塩分に弱い農作物にこれが付着すると、塩害を引き起こす。防風林の一種である防潮林などは、波飛沫を受けとめて内陸の農地に届かないようにする役割も担っている。
海水中の水分が蒸発し、塩分や金属類のみが残った微小な粒子を海塩粒子と言う。これは風によって拡散し、雲を生成する雲核の1つとなる。ただし、海塩粒子は波飛沫ではなく、主に海面にできた気泡が破裂するときに飛び散る微小な水滴からできる。